# اچ‌ام‌اس کمیلا (۱۷۷۶)
اچ‌ام‌اس کمیلا (۱۷۷۶) (به انگلیسی: HMS Camilla (1776)) یک کشتی است که طول آن ۱۰۸ فوت ۱ ۱⁄۴ اینچ (۳۲٫۹۵۰ متر) می‌باشد. این کشتی در سال ۱۷۷۶ ساخته شد.